# Спайк (музыкант)
Спайк (англ. Spike также известен как Spike Gray; настоящее имя Джонатан Грэй, англ. Jonathan Gray; Ньюкасл-апон-Тайн) — британский музыкант, вокалист, поэт-песенник и фронтмен рок-группы The Quireboys.

## Биография
Джонатан Грэй родился и вырос в Ньюкасл-апон-Тайне. В школе с 11 до 14 он посещал класс с уроками игры на гитаре, а потом благодаря отцу посещал частные уроки. Джонатан был единственным учеником, носящим длинные волосы, из-за чего ему постоянно приходилось драться с другими учениками и в шестнадцать лет он покинул школу. А в семнадцатилетнем возрасте отправился в Лондон, где начал работать каменщиком на стройплощадке. В восемнадцать лет он познакомился в баре с Гаем Бэйли. На протяжении года Грэй жил в квартире Бэйли и спал у него на полу, однако они никогда не говорили о музыке. На одной вечеринке кто-то принёс гитару и Грэй с Бэйли начали играть песни Чака Берри, которого, как оказалось, оба любили. Вскоре они вместе написали четыре песни и решили основать группу The Choirboys, названную так в честь одноимённого фильма 1977 года. Вскоре они решили сменить название на The Queerboys, и в итоге остановились на The Quireboys.
В 1987 году Спайк вместе с Баттцом (Teenage Idols, Babysitters) и несколькими друзьями, включая разных участников Quireboys, Wolfsbane, Нэсти Суисайда (Hanoi Rocks) и Рене Берга, записывают 12-дюймовый мини-альбом под названием The Gangbang Band. На стороне А были кавер-версия песни «Gang Bang» Sensational Alex Harvey Band и «Love Me Tender» Элвиса Пресли. А на стороне Б были песни «Wet Dream» и «Lucille» Литла Ричарда, записанные на концерте в лондонском клубе Gossips, и в записи которых приняли участие Дампи Даннелл, Смэш и Берни Торме.
В январе 1990 года, после шести лет гастролей по пабам и выпуска нескольких синглов, The Quireboys выпускают дебютный альбом A Bit of What You Fancy, получивший положительные отзывы в прессе и взлетевший на 2-ю строчку чарта UK Albums Chart, а также достигший 111-й строчки чарта Billboard 200. В 1993 году группа выпускает второй альбом Bitter Sweet & Twisted, достигший 31-й строчки в британском чарте и принятый более прохладно. В том же году группа распускается.
Послу распада The Quireboys Спайк отправляется в Лос-Анджелес и начинает играть с группой God’s Hotel. Также он выступает в качестве вокалиста на кавер-версии кантри-классики Хэнка Уильямся «Hey Good Lookin’» вместе с гитаристом Poison Си Си Девилем для саундтрека к фильму Поли Шора «Зятёк» (1993). Спайк решает записываться с другими проектами. В 1994 году вместе с гитаристом развалившихся в том же году The Dogs D'Amour Дарреллом Бэсом он выпускает Take Out Some Insurance, состоящий из кавер-версий старых блюзов, а также трёх песен, написанных Дарреллом и Спайком.
В 1996 году Спайк возвращается в Ньюкасл и записывает с фронтменом The Dogs D’Amour и своим другом Тайлой альбом Flagrantly Yours, под названием проекта Spike and Tyla’s Hot Knives. Этот проект не дал ни одного концерта, но в будущем, когда музыканты выступали на одной площадке со своими группами, они часто присоединялись друг к другу и играли с него песни.
В 1998 году Спайк выпускает свой первый сольный альбом Blue Eyed Soul (с англ. — «голубоглазый соул»), вдохновлённый соул-музыкой и записанный при участии духовой секции.
В ноябре 2000 года Спайк оказался втянут в шумную ссору с гитаристом UFO Майклом Шенкером. Она произошла после выступления UFO в Newcastle City Hall, когда Шенкер был не в духе и оскорбил находящегося в гримёрке Спайка, а Спайк за это ударил его по лицу. Позднее Шенкер признал, что был не прав и не стал винить Спайка.
В 2001 году The Quireboys воссоединяются в новом составе и выпускают три новых альбома: This Is Rock’N’Roll (2001), Well Oiled (2004) и Homewreckers & Heartbreakers (2008). В 2005 году выходит второй сольный альбом Спайка It’s a Treat to Be Alive, а в 2008 году — третий So Called Friends.
В 2007 году Спайк присоединяется к британской супергруппе Damage Control, состоящей из гитариста Робина Джорджа, басиста UFO Пита Уэя и бывшего барабанщика AC/DC Криса Слэйда. В том же году они выпускают одноимённый альбом, который был хорошо принят.
В 2009 году The Quireboys выпускают альбом Halfpenny Dancer, состоящий из перезаписанных в акустике вещей группы и двух новых песен, а также выпускают юбилейное издание своего дебютного альбома A Bit of What You Fancy. В 2013 году группа выпускает новый альбом Beautiful Curse.
Спайк не раз выступал вокалистом на различных американских трибьют-альбомах, самый необычный пример которого — кавер-версия песни «Rock Forever» на трибьют-альбоме 2001 года An Industrial Tribute to Judas Priest, на которой он сотрудничал с американским электронным музыкантом Дэвидом Мэдденом (известным как DJ Webern или Nonnon).

## Дискография
The Quireboys
- A Bit of What You Fancy (1990) UK #2
- Bitter Sweet & Twisted (1993) UK #31
- This Is Rock'N'Roll (2001)
- Well Oiled (2004)
- Homewreckers & Heartbreakers (2008)
- Halfpenny Dancer (2009)
- Halfpenny Dancer Live (2010)
- Live in Glasgow (2011)
- Beautiful Curse (2013)
- Black Eyed Sons (2014)
- St. Cecilia and the Gypsy Soul (2015)
- Twisted Love (2016)

Spike and C.C. DeVille
- «Hey Good Lookin’» (1993)

Spike an' Darrell
- Take Out Some Insurance (1995)

Spike and Tyla’s Hot Knives
- Flagrantly Yours (1996)
- Flagrantly Electrically Acoustically Yours (2005)
- The Sinister Indecisions of Frankie Gray and Jimmy Pallas (2016)

God’s Hotel
- God’s Hotel (1997)

Damage Control
- Damage Control (2007)

Сольные альбомы
- Blue Eyed Soul (1998)
- It’s a Treat to Be Alive (2005)
- So-Called Friends (2008)
- 100% Pure Frankie Miller (2014)

Другое
- The Gang Bang Band — Gang Bang EP (1987)
- Company of Wolves — Company of Wolves (1990)
- L.A. Guns — Cuts, бэк-вокал на «Night of the Cadillacs» (1992)
- Handsome Beasts — Rock & A Hard Place (2007)
- Diamond Dogs — Cookin', вокал на «Good Times» (2009)
- Diamond Dogs — Set Fire to It All, вокал на «On the Sunny Side Again» (2012)
- Covered Dead or Alive: A Tribute to Bon Jovi (вокал на «Living in Sin») (2001)
- An Industrial Tribute to Judas Priest (вокал «Rock Forever») (2001)
- A Tribute to Styx (вокал на «Lady») (2002)
- Uncivil War: A Tribute to Guns N' Roses (вокал на «Don’t Cry») (2004)
- The World’s Greatest Tribute to Ted Nugent (вокал на «Need You Bad») (2006)